# Daniel Lebée
Daniel Lebée (né à Paimpol le 15 juin 1946) est un photographe français contemporain.

## Biographie
Après des études de photographie, Daniel Lebée travaille quelque temps pour une agence de publicité, avant de devenir photographe indépendant à partir de 1972.
Membre actif de plusieurs organisations (comité directeur des 30×40, direction du Patrimoine) son poste le plus prestigieux fut certainement celui de photographe officiel du Gala de l'Union des artistes, entre 1971 et 1975, qui lui permit de photographier des personnalités de l'époque comme Juliette Gréco, Sylvie Vartan, Michel Piccoli, Pierre Tchernia ou encore Isabelle Adjani.
Il s'est également intéressé à des thèmes comme la ville de New York, ou encore la cité d'artistes La Ruche à Paris, dans le XVe arrondissement.
Daniel Lebée fait actuellement partie du groupe La Licorne, avec lequel il photographie des œuvres d'art, notamment pour le musée du Louvre, la Réunion des musées nationaux ou pour des collectionneurs privés. Son travail est largement exposé à Paris et dans d'autres régions françaises.

## Expositions
- Groupe Épicentre, Raoul Vaslin (Oudon, 1969)
- Antraigues (1972)
- Relais de Montmartre. Léon Herschtritt et Nicole Herschtritt (Paris, 1972)
- Galerie Perrain (Paris, mois de la photo, 1984)
- Temps qu'il y avait des étoiles (Reims, 1985)
- Théâtre de Chelles (1988)
- Espace Jean-Louis Legall (Paris, mois de la photo, 1988)
- L'œil écoute (Limoges, 1990)
- Exposition Reportage sur la technique de la cire perdue
- Fonderie Clementi. Grand Palais (Paris, 1991)
- Picto-Bastille Lieux de Mémoire de Daniel Lebée(Paris, 1991)
- Galerie Aréna Jazz (Arles, 1992)
- Odéon Photo (Paris, 1992)
- Galerie Le Hall du Livre (Nancy 1993)
- Opéra Comique, P.Nadar et D. Lebée (Bari, 1993)
- Vido (Bari, Italie, 1994)
- Galerie Horus Les Paris de Lebée (Paris, 1994)
- Inauguration de MATIF VI la Bourse (Paris 1994)
- Atelier Man-Ray (Paris, 1996)
- Galerie Hartebye's Jazz (Paris, 1998)
- La Ruche à la Ruche, Passage Dantzig (Paris, 2000)
- Musée de Nogent-sur-Seine (Nogent, 2000)
- Galerie Perrain New York (Paris, 2001)

Publications
Gala de l'Union des Artistes, Editions Paris musées, 2006
La Ruche, Editions Nicolas Chaudin, 2007